# Chiesa della Madonna dei Remedi
La chiesa della Madonna dei Remedi è un edificio sacro che si trova ad Abbadia San Salvatore.

## Descrizione
Fu eretta nel 1602 sul posto di un tabernacolo distrutto nel 1561. L'arco della facciata era parte di un portico, chiuso ai primi del Novecento.
All'interno si trovano affreschi di Francesco e Giuseppe Nicola Nasini: nella cappella di destra, le Sante Cecilia e Barbara, Agnese, Margherita; in quella di sinistra, Sant'Agata, Santa Lucia, Miracoli di Sant'Antonio da Padova e, sulla volta, la Gloria del Santo. L'altare maggiore conserva al centro una Madonna col Bambino del primo Cinquecento. Sulle pareti Giuseppe Nicola Nasini ha affrescato l'Angelo annunciante e la Vergine annunciata; nella parte centrale si riconoscono i Santi Pietro e Sebastiano, Paolo e Rocco, Michele e Raffaele, Francesco e Marco.